# Orange Côte d'Ivoire
Pour les articles homonymes, voir Orange.

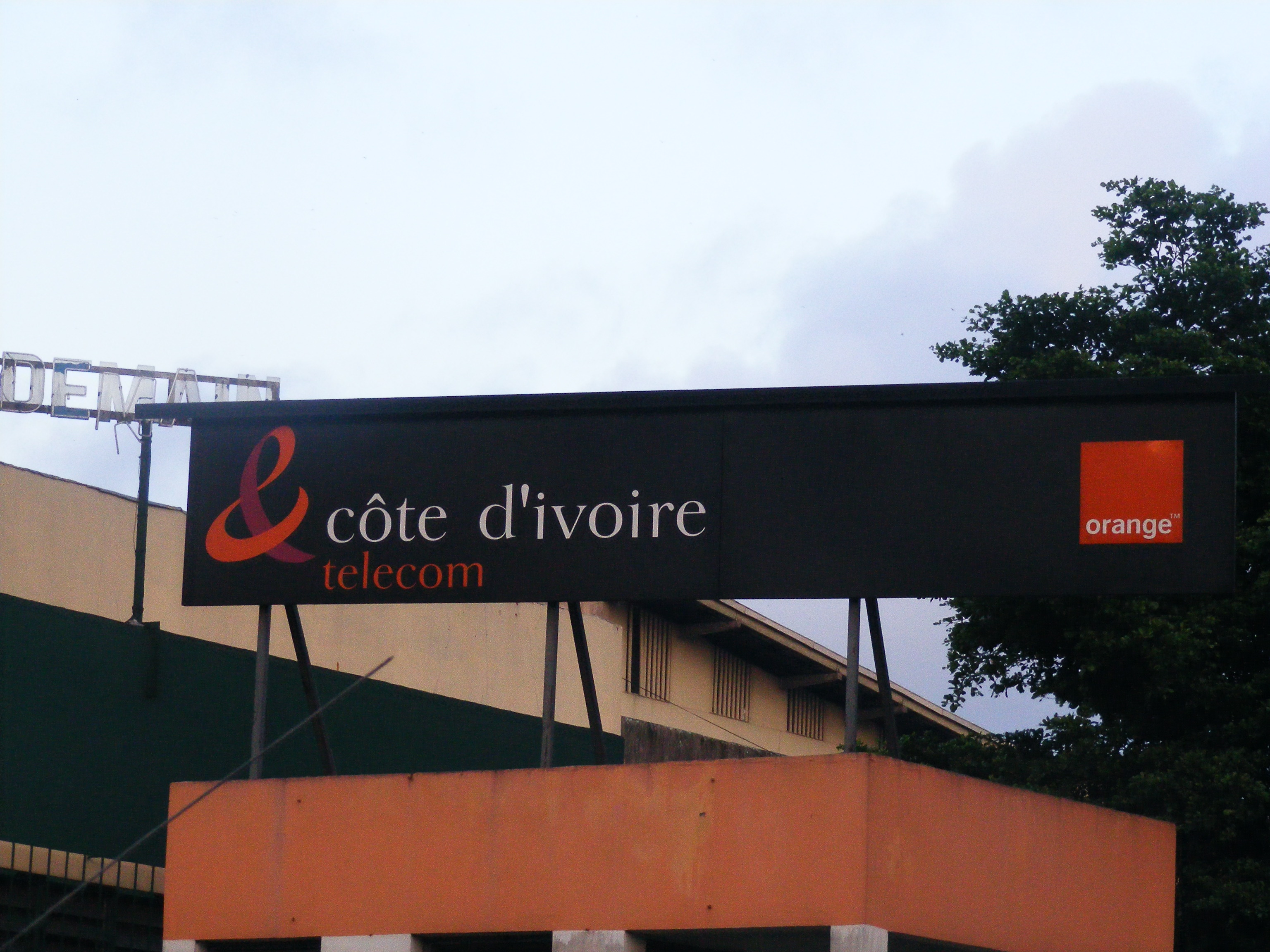
orange, l'un des opérateurs de télécommunication de Côte d'Ivoire.

Orange Côte d’Ivoire (Orange CI ou OCI) est un opérateur de télécommunications créé sous l’appellation, Société ivoirienne de mobile (SIM) et sous la marque Ivoiris.

## Historique
Elle est détenue à 85% par France Télécom et à 15% par le groupe Sifcom. Ses activités commerciales ont débuté le 28 octobre 1996.
Lors de la crise post-électorale de 2010-2011, Orange Côte d'Ivoire a fait partie des groupes les plus affectés du pays avec plus de 76 millions d’euros de pertes d’exploitation et de destructions matérielles. Néanmoins, une fois la crise terminée, le groupe a investi 38 millions d’euros afin de rétablir l'ensemble des infrastructures de communication sur le territoire.
Au 15 avril 2015, Orange CI est le premier opérateur de téléphonie mobile du pays, avec 8,8 millions d'abonnés selon l'ARTCI.
La société a fusionné le 1 janvier 2017 avec Côte d’Ivoire Telecom : Côte d’Ivoire Telecom a été absorbé par Orange Côte d’Ivoire,.